# Titularbistum Tinis in Proconsulari
Tinis in Proconsulari (ital.: Tinisa di Proconsolare) ist ein Titularbistum der römisch-katholischen Kirche.
Es geht zurück auf einen untergegangenen Bischofssitz in der gleichnamigen antiken Stadt, die in der römischen Provinz Africa proconsularis (heute nördliches Tunesien) lag. Der Bischofssitz war der Kirchenprovinz Karthago zugeordnet.
| Titularbischöfe von Tinis in Proconsulari |                      |                                                        |                  |                |
| Nr.                                       | Name                 | Amt                                                    | von              | bis            |
| 1                                         | Gerald Moverley      | Weihbischof in Leeds (Großbritannien)                  | 6. Dezember 1967 | 30. Mai 1980   |
| 2                                         | Francis Micallef OCD | Apostolischer Vikar von/des Kuwait/Nördlichen Arabiens | 5. November 1981 | 3. Januar 2018 |
| 3                                         | Marc Trudeau         | Weihbischof in Los Angeles (Vereinigte Staaten)        | 5. April 2018    |                |